# Sorgane
Sorgane è un quartiere di Firenze ai confini col comune di Bagno a Ripoli, in Oltrarno, e qui ha sede il quartiere 3.

## Storia
Sorgane anticamente si trattava di un piccolo borgo di case in campagna, raccolte attorno alla villa Giusti, già Quaratesi. Nel 1900 contava solo 160 abitanti. La zona cambiò radicalmente faccia dopo che nel 1957 venne scelta come sede di un nuovo complesso di case popolari, secondo uno studio di trentasette professionisti coordinato da Giovanni Michelucci, per la realizzazione di una città satellite di circa 12 000 abitanti. Il progetto iniziale, che prevedeva un ambizioso "secondo piazzale Michelangelo" al centro di una parte collinare, venne ridotto alla sola parte in pianura, per circa 4 000 abitanti. Il nuovo piano regolatore, elaborato da Edoardo Detti, venne approvato nel 1962 e da quell'anno prese il via la costruzione di Sorgane.
Della progettazione architettonica si occuparono tre gruppi di professionisti, così suddivisi: il gruppo coordinato da Ferdinando Poggi, comprendente l'ingegnere Mario Focacci e gli architetti Sirio Pastorini, Bruno Pedotti, Primo Saccardi e Giuseppe Sagrestani; il gruppo di Leonardo Ricci, con gli architetti Antonio Canali, Luigi Cencetti, Fabrizio Milanese e gli ingegneri Gianfranco Petrelli ed Ernesto Trapani; e infine il gruppo coordinato da Leonardo Savioli, di cui fecero parte gli architetti Danilo Santi, Vittorio Giorgini, Ferrero Gori e gli ingegneri Piero Melucci e Marco Dezzi Bardeschi.
Il risultato, soprattutto nell'opera degli ultimi due gruppi di progettazione, fu di sorprendente originalità e pregio, tanto da essere una delle realizzazioni più importanti dell'architettura del XX secolo a Firenze.
La popolazione di Sorgane è aumentata a fine anni sessanta per via dell'alluvione di Firenze. Molte persone si trasferirono a Sorgane perché lì l'acqua dell'Arno, in caso di straripamenti, non sarebbe arrivata.

## Architetture
- Complesso di case popolari a Sorgane (Savioli)
  - Edificio A del complesso di Sorgane (Savioli)
  - Edificio B del complesso di Sorgane (Savioli)
  - Edificio C1 del complesso di Sorgane (Savioli)
  - Edificio C2 del complesso di Sorgane (Savioli)
  - Edificio D del complesso di Sorgane (Savioli)
  - Edificio E del complesso di Sorgane (Savioli)
  - Edificio F del complesso di Sorgane (Savioli)
  - Edificio G del complesso di Sorgane (Savioli)
  - Edificio La Torre del complesso di Sorgane (Ricci)
  - Edificio La Nave del complesso di Sorgane (Ricci)
- Villa Giusti
- Casone di Sorgane
- Pieve di San Pietro (l'edificio è già nel comune di Bagno a Ripoli, ma adiacente al quartiere)

## Impianti sportivi
- Campo Scuola Atletica Leggera, via Isonzo, 24
- Palestra Geodetica Luciano Turrini, via Isonzo, 26/A